# Ribeirão das Neves
Ribeirão das Neves es un municipio brasileño del estado de Minas Gerais. Se localiza a una latitud de 19° 46' 01" Sur y una longitud de 44° 05' 13" Oeste. Tiene una población de 296.317 habitantes (estimativas IBGE/2010) y una superficie de 154 km², lo que da una densidad demográfica de 1905,07 hab./km².
Se la considera una "ciudad dormitorio", ya que la mayoría de sus pobladores trabajan en la capital, Belo Horizonte, o en otras ciudades vecinas que forman parte de la región metropolitana.
Con respecto a la economía, se destaca la producción de cerámicas, siendo conocidas las empresas de Jacarandá, Marbeth y Braúna.